# Музей американского искусства Уитни
Музе́й америка́нского иску́сства Уи́тни (англ. Whitney Museum of American Art) — одно из крупнейших собраний современного американского искусства (XX—XXI век).

## История
Музей был основан в 1931 году Гертрудой Вандербильт Уитни, пожертвовавшей для него около 700 художественных произведений из собственной коллекции. Впоследствии музей опекала дочь Гертруды, Флора Пэйн Уитни, занимавшая пост вице-президента музея Уитни, а с 1942 по 1974 год — была его президентом. С 1985 года пост президента занимала также дочь Флоры Пэйн, Флора Миллер Бидль.
До 2015 года музей был расположен по адресу: 945 Мэдисон Авеню, 75-я Стрит, Манхэттен, Нью-Йорк Сити, штат Нью-Йорк, США. Это его здание было третьим по счёту — было спроектировано и построено в период с 1963 по 1966 год архитекторами Марселем Бройером и Гамильтоном Смитом. В 1998 году музей Уитни был расширен путём присоединения к нему соседнего здания.
В 2015 году музей переехал в новое помещение на Манхэттене (на пересечении улиц Генсвурт и Вашингтон, район Митпэкинг), спроектированное итальянским архитектором Ренцо Пиано. Строительство нового здания шло с 2010 по 2015 год и обошлось в $422 млн, открытие состоялось 1 мая 2015 года. Во владение прежним зданием вступил музей «Метрополитен».
Каждые два года в музее Уитни организуется Биеннале Уитни, на которых можно ознакомиться с новейшими достижениями современного американского искусства.

## Коллекция
В музее представлены все художественные направления американского искусства XX—XXI века — в живописи, скульптуре, графике, инсталляции, фотографии и видеоарте. Коллекция объединяет более 18 000 произведений известных мастеров, среди которых Энди Уорхол, Джаспер Джонс, Джон Слоан, Ман Рэй, Уильям Эглстон, Роберт Раушенберг, Луиза Буржуа, Джон Марин, Ханс Хофман, Альберт Пинкхэм Райдер, Морис Прендергаст, Роберт Генри, Александр Колдер, Марк Ротко, Артур Доув, Ева Гессе, Ричард Дибенкорн, Дан Кристенсен, Йозеф Альберс, Аршиль Горки, Мартин Нокс, Джексон Поллок, Кеннет Ноланд, Элен Франкенталер, Кики Смит, Луиза Невельсон, Ли Краснер, Синди Шерман, Стюарт Дэвис, Рональд Дэвис, Марсден Хартли, Эдвард Хоппер, Чарльз Буршфилд, Виллем де Кунинг, Франц Клайн, Кейт Харинг, Барнетт Ньюман, Роберт Мотеруэлл, Томас Бентон, Грейс Хартиган, Ронни Ландфилд, Морган Рассел, Уильям Поуп Эл, Ричард Хоукинс и многих других.
В музее Уитни также хранится художественное наследие, собранное вдовой художника Эдварда Хоппера.

### Галерея

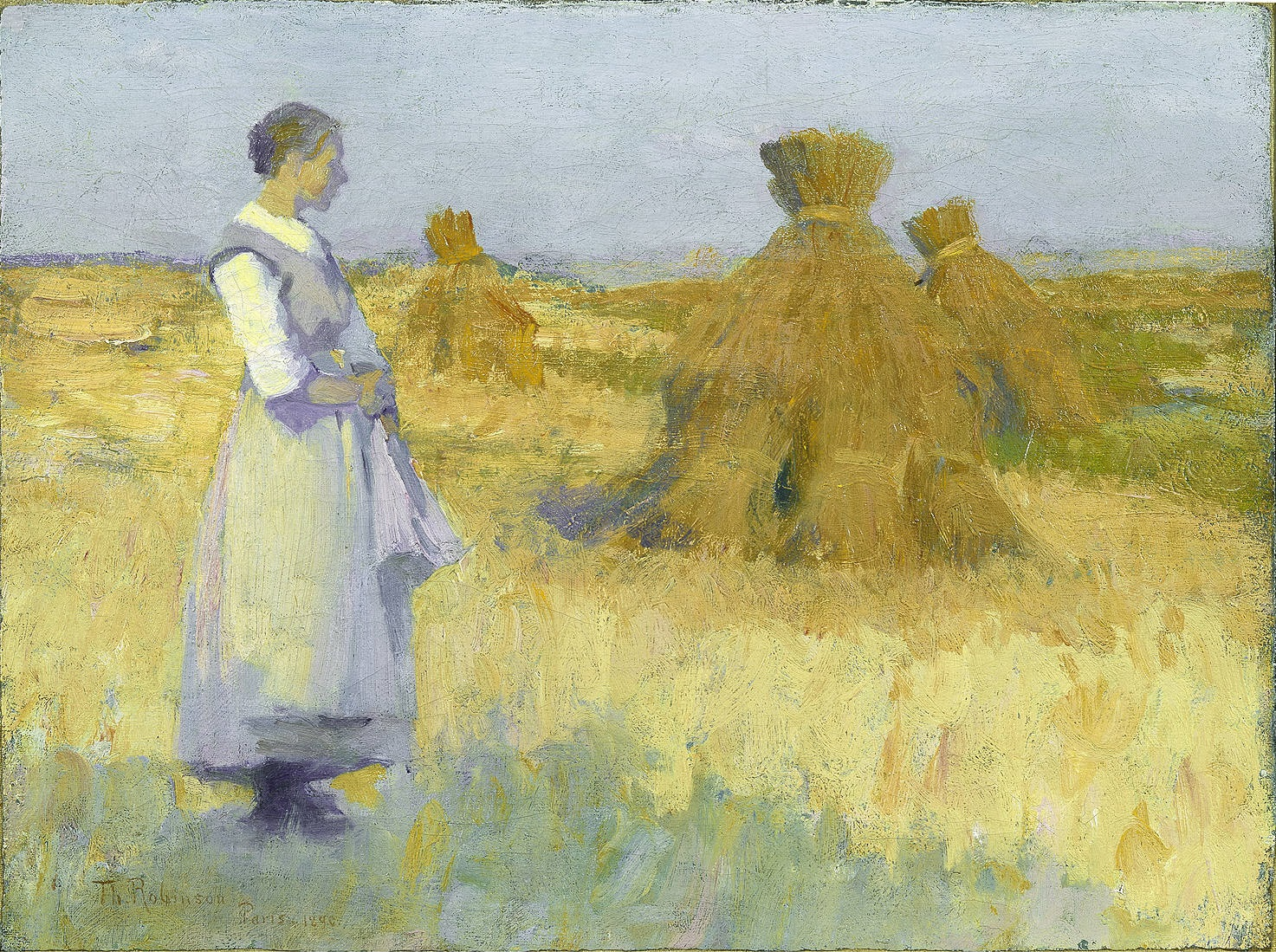
Этюд, Теодор Робинсон, 1890
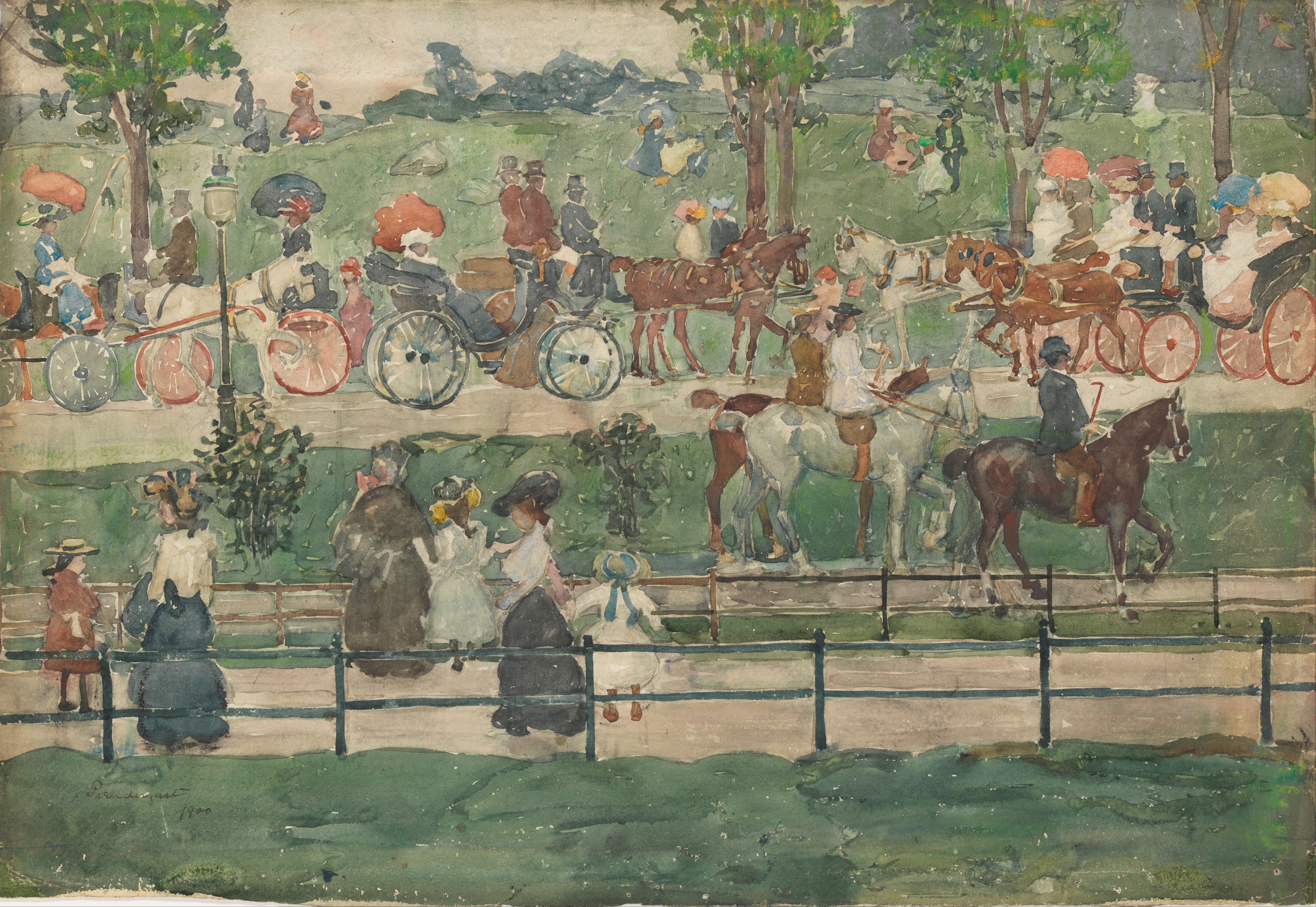
Центральный парк, Морис Прендергаст, 1900
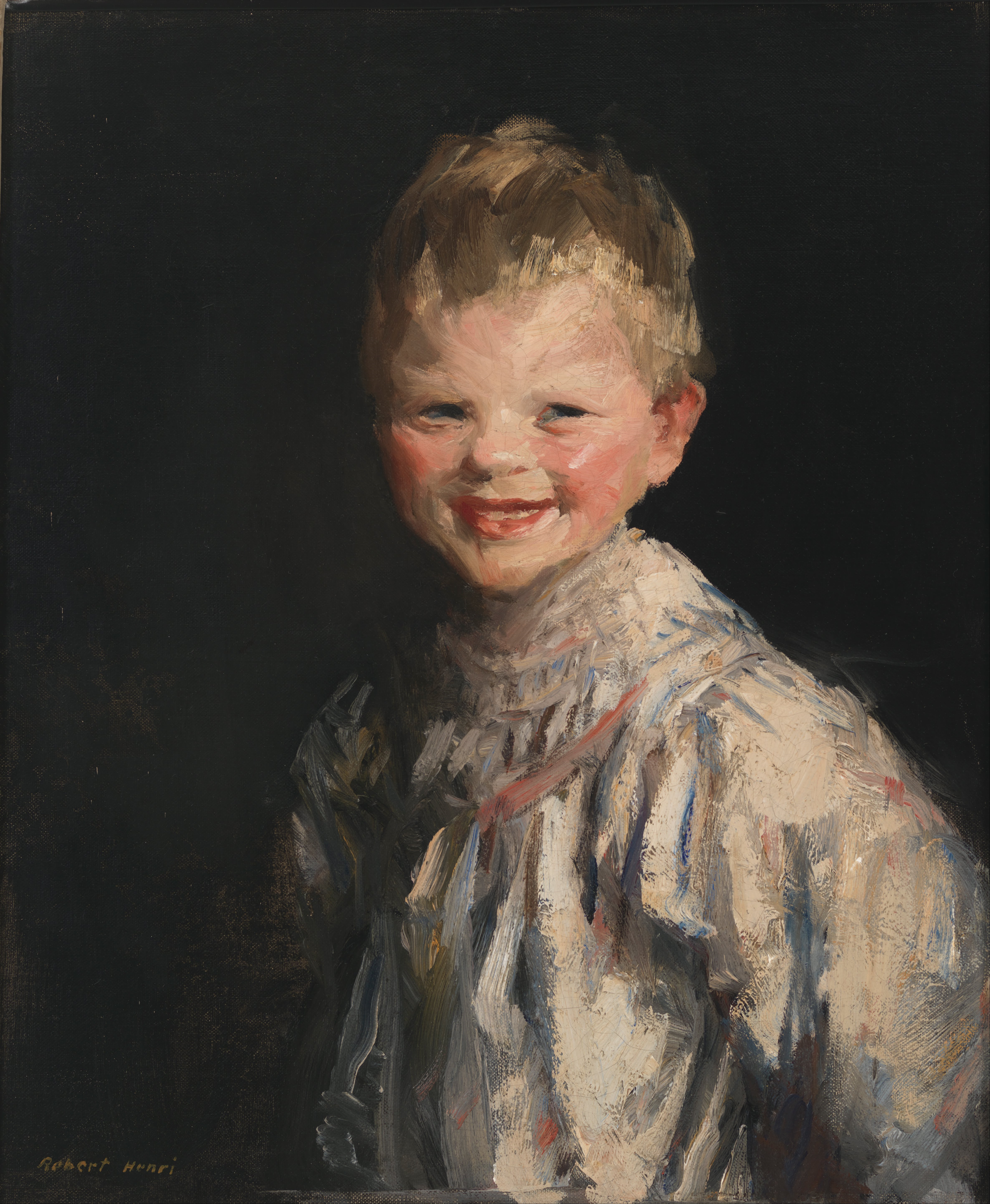
Смеющийся ребенок, Роберт Генри, 1907
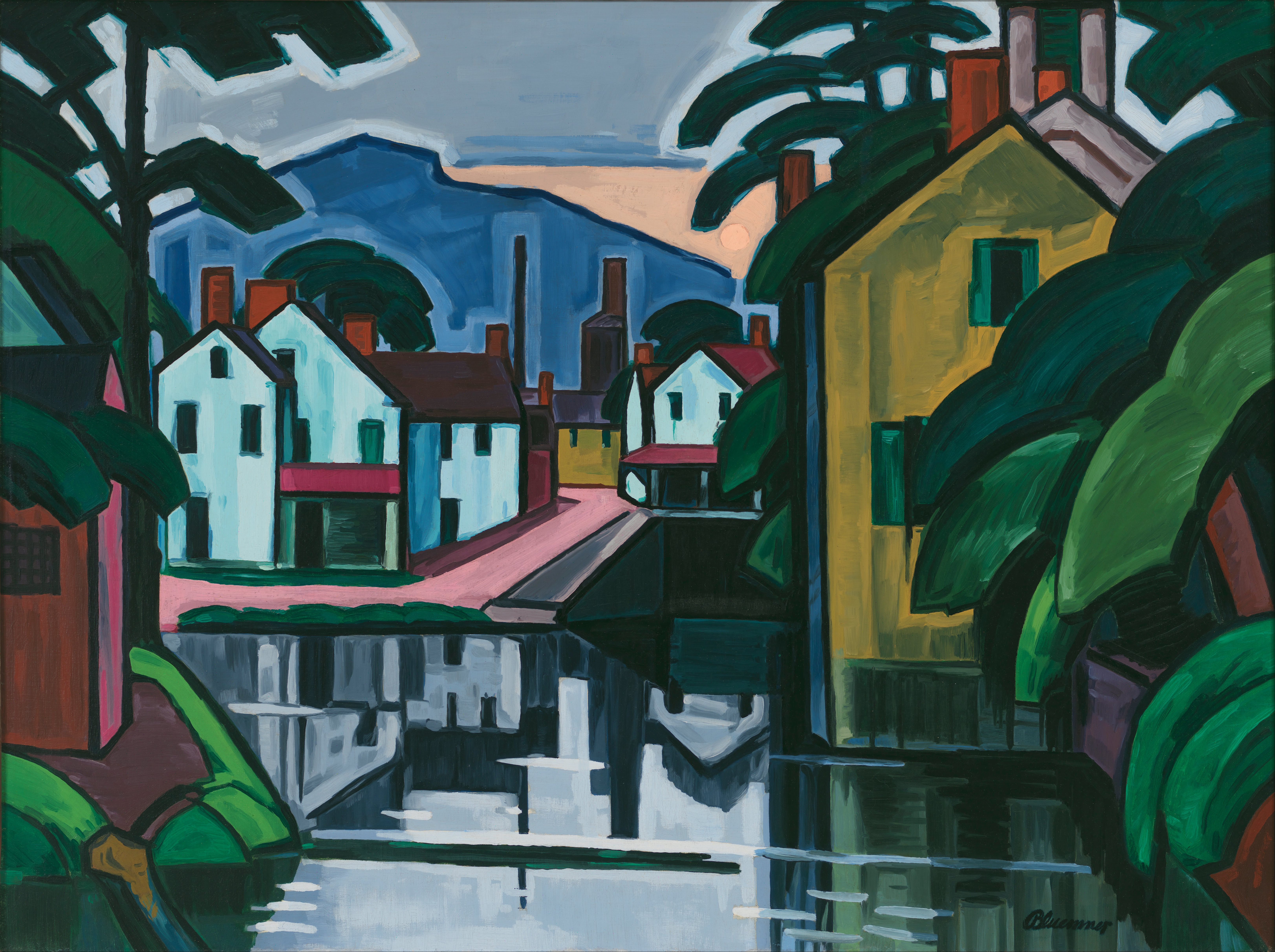
Старый порт канала, Оскар Блюмнер, 1914
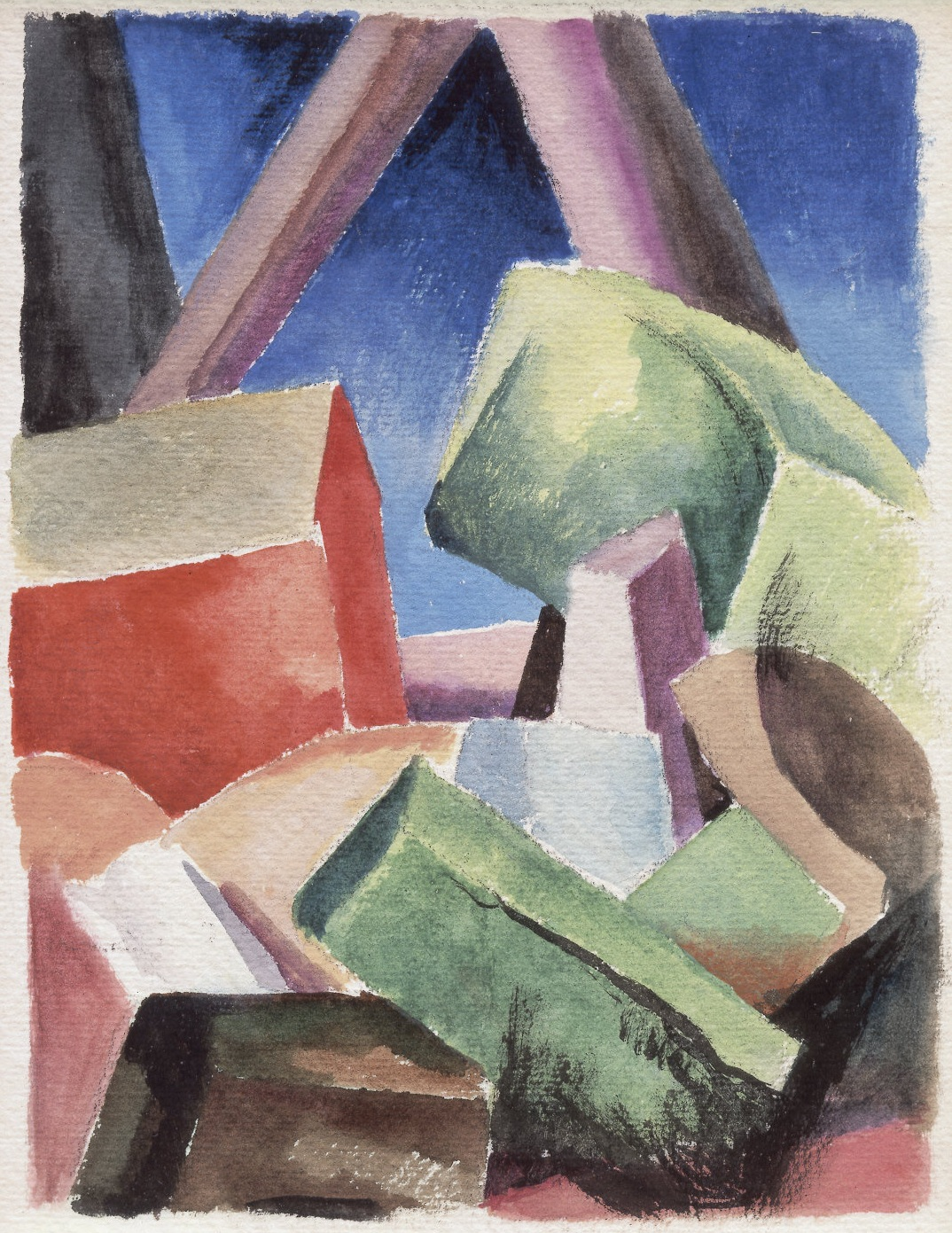
Дом в кубистическом пейзаже, Томас Харт Бентон, ок. 1915-1920
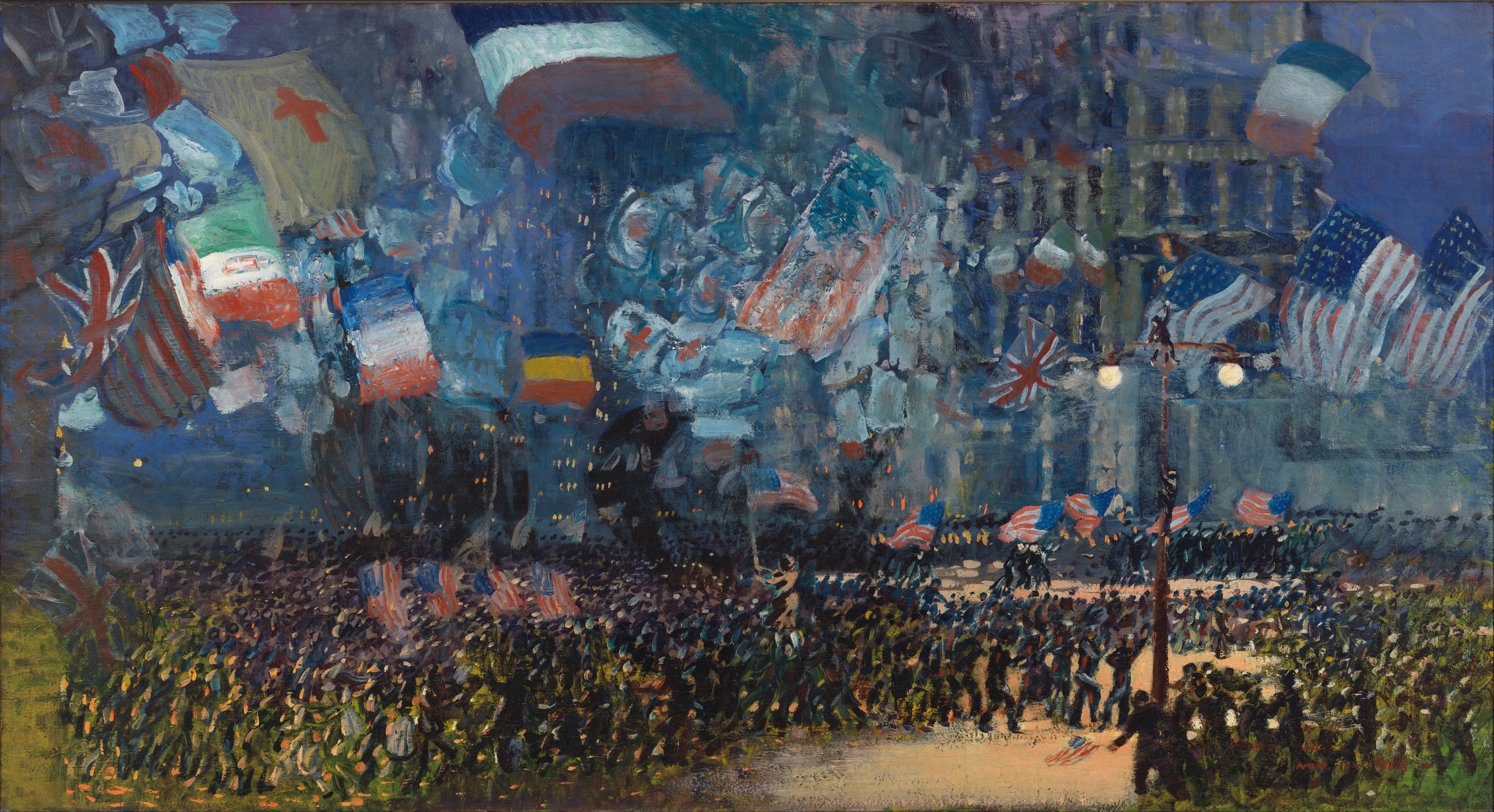
Ночь перемирия, Лакс Джордж, 1918
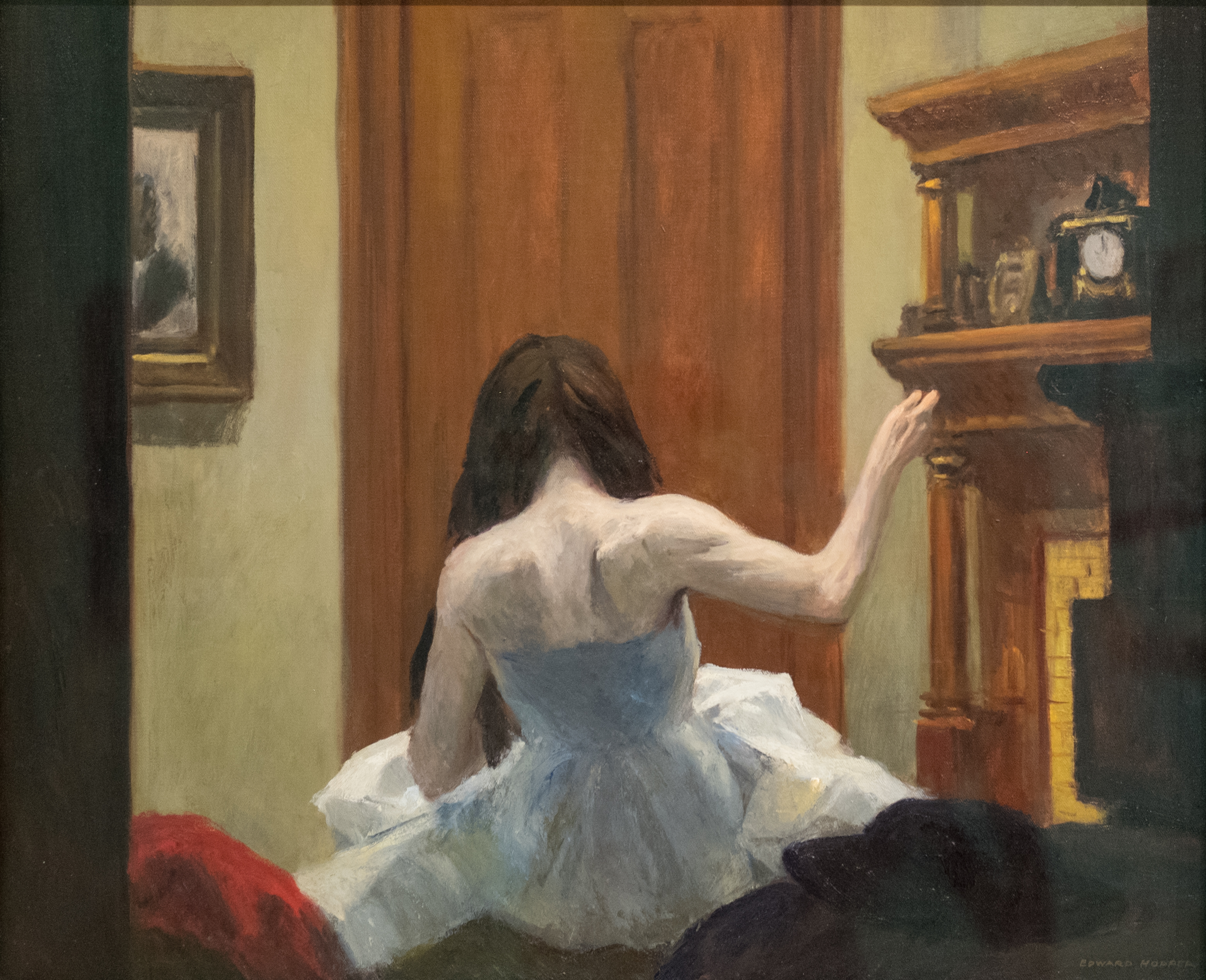
Интерьер Нью-Йорка, Эдвард Хоппер, 1921
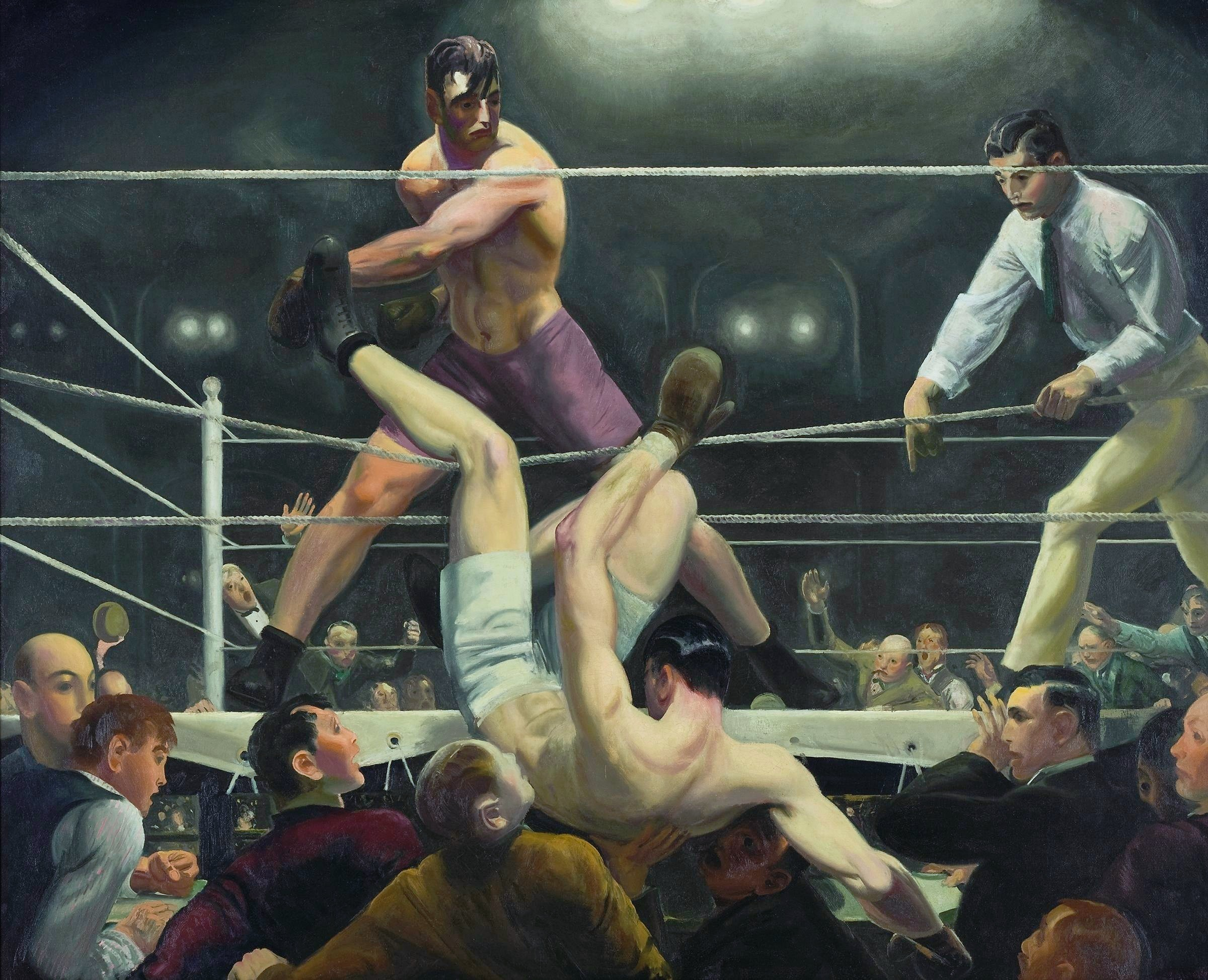
Демпси и Фирпо, Джордж Беллоуз, 1924

## Интересные факты
- В принадлежащем Музею Уитни ресторане «Без названия» планируется продавать мёд собственного производства[7]. Пчелиные ульи установлены на крыше музея. Дизайн обложки для этикетки продукта заказан художнику Кики Смит[7]. Продукт получил название «Flora Honey» в честь Флоры Миллер Биддл, бывшего президента музея и внучки его основателя Гертруды Вандербильт Уитни[7].